# Barlake

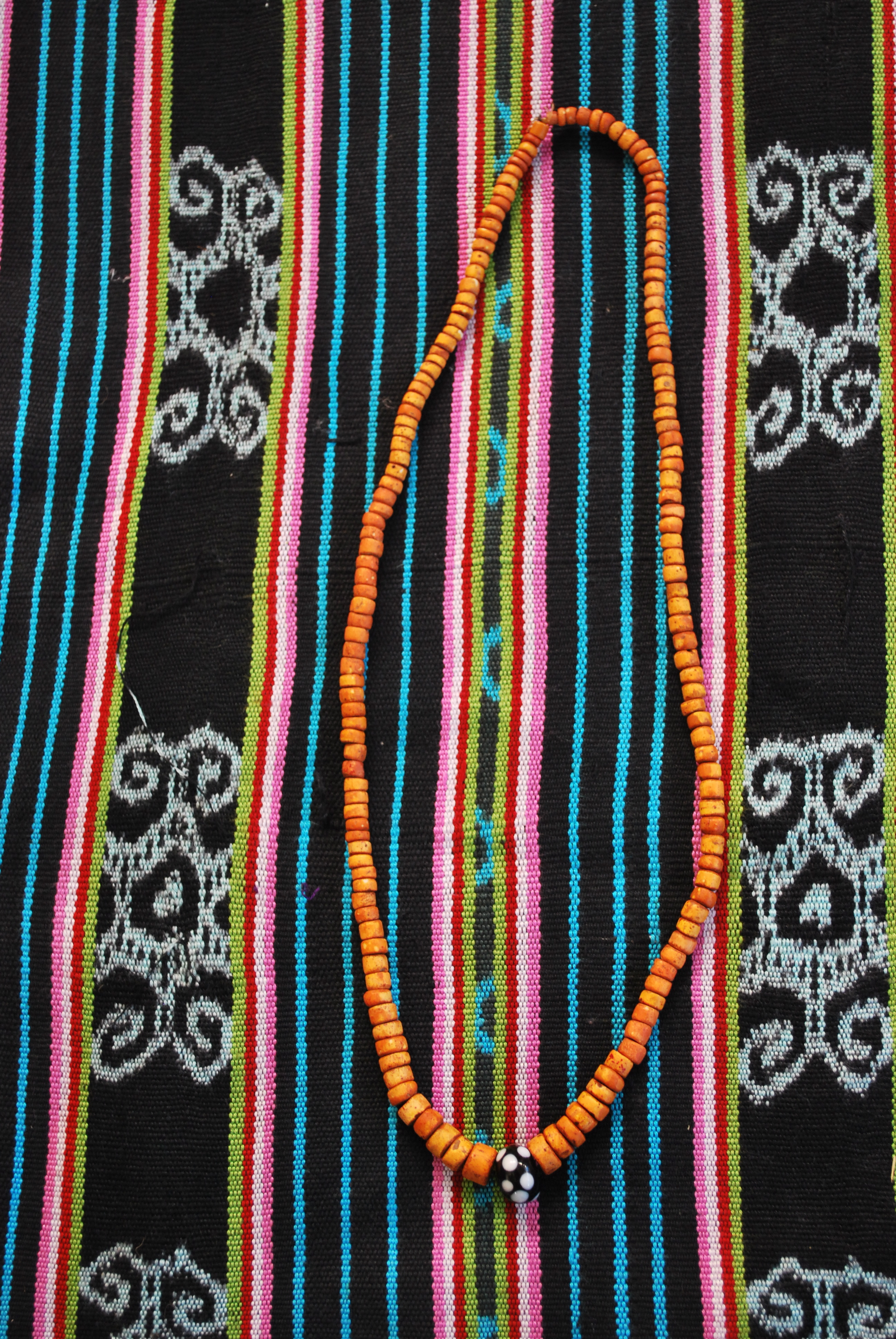
Mutissala-Kette und Tais-Tücher (hier aus Viqueque) sind typische Bestandteile eines Barlake

Barlake oder Barlaki (Aussprache: Baa-lacki, portugiesisch Barlaque) bezeichnet die Traditionen rund um Eheschließungen auf der Insel Timor, denen in Osttimor noch immer bei etwa der Hälfte aller Vermählungen gefolgt wird. Ein wichtiger Bestandteil ist dabei der Austausch von Geschenken zwischen den Familien des Brautpaares. Bereits seit der Kolonialzeit wird heftig über die Bewertung der Tradition und die Rolle der Frau darin diskutiert. Kritiker sehen hier eine heidnische Herabsetzung der Frau zur Handelsware, dem von verschiedenen Seiten widersprochen wird.

## Überblick
Obwohl die verschiedenen ethnolinguistischen Gruppen auf Timor teils sehr große Unterschiede in Sprache und kulturellen Systemen (patriarchal und matriarchal) haben, gibt es viele Gemeinsamkeiten in kosmologischen Vorstellungen und sozialen Strukturen. Es existiert eine Vorstellung des Dualismus, etwa bei männlich–weiblich (mane–feto) oder Einheimische–Auswärtige (ema laran–ema liur). In dieser Vorstellung ist das Irdische rai vom Männlichen dominiert, während die heilige Welt rai laran (innere Welt) dem Weiblichen gehört. Ihr Kern ist das Heilige, das Lulik. So führt die Frau den Haushalt und kümmert sich um die Kinder, während äußere Angelegenheiten nach dieser Vorstellung den Männern zufallen. Frauen haben prinzipiell eine hohe Stellung in der Gesellschaft, doch in der Familie droht die Kontrolle durch den Mann, gerade wenn jung geheiratet wird. Seit der Unabhängigkeit haben timoresische Traditionen an Einfluss in Politik und in der Gesellschaft im Allgemeinen gewonnen.
Grundlage ist ein Vertrag zwischen den Familien, so dass es sich bei der Vermählung eher um eine „Ehe zwischen zwei Familien“ handelt. Ausgehandelt werden die Bedingungen des Bündnisses von Onkeln des Brautpaares. Die ausgetauschten Wertgegenstände müssen in Symbolik und kultureller Bedeutung gleichwertig sein, wobei die Gegenstände aus der Familie der Braut als symbolisch höher gestellt gelten, da diese von der Seite kommt, die als die heilige Quelle des Lebens gilt. Das Barlake für die Brautfamilie stellt eine Respektsbezeugung dar. Es gibt der Braut einen Wert und legt ihren Status fest. Kein Barlake zu zahlen wird als Respektlosigkeit gegenüber den Brauteltern angesehen. Die Wertgegenstände werden nur selten vollständig bei einer Gelegenheit übergeben, meist werden sie im Laufe der Ehe nach und nach bei bestimmten Zeremonien ausgetauscht. Dies gibt der Brautfamilie eine gewisse Kontrolle darüber, wie ihre Tochter und deren Kinder behandelt werden. Neben dem Austausch von Geschenken gehören auch Verpflichtungen im weiteren rituellen Leben und auch bei den Todesriten zu Barlake.
Ein Lian Nain erklärte, dass Barlake dazu diene, eine starke Gesellschaft und Beziehungen zu schaffen. Ohne Barlake würde man die Beziehungen der Leute untereinander nicht erkennen können. Außerdem schütze es sowohl Mann als auch Frau vor Gewalt, da das Barlake allgemein bekannt sei und jeder ein Auge auf die Einhaltung habe (tetum tau matan).
Für die Menschen außerhalb der Hauptstadt Dili definieren die Traditionen ihre Identität und haben großen Einfluss auf das Leben in den Dörfern und kleinen Städten.

## Ablauf
Meist beginnt die Zeremonie mit dem tuku odamatan (deutsch An-die-Tür-Klopfen), wenn sich die Vertreter der Familien das erste Mal treffen und die Familie des Bräutigams um die Erlaubnis für die Heirat bittet. Die Familie der Braut wird als manesan/umane (deutsch Ehefrau-Geber/Lebensgeber) bezeichnet, jene des Bräutigams als fetosan (deutsch Ehefrau-Nehmer/Lebensnehmer). Dann beginnen geheime Verhandlungen innerhalb der Großfamilien, ob die Verbindung akzeptabel ist, welches Barlake zu bieten man bereit ist und was man von der anderen Familie fordern sollte. Damit es auf jeden Fall zu einer Entscheidung kommt, ist bis zum fertigen Beschluss das Essen untersagt. Es kommt dann zu einem ersten Austausch von Geschenken und das Brautpaar bittet um den Segen der Ahnen in den beiden Uma Lulik (deutsch Heiliges Haus) der Familien.
Die Form und der Wert der ausgetauschten Waren und der Verhandlungen richten sich stark nach den Häusern und Clans, denen das Brautpaar angehört, und in welcher Beziehung diese zueinander in der Vergangenheit standen. Die Stellung des Uma Lulik der Braut spielt ebenso eine Rolle wie (ganz pragmatisch), was die Großfamilie aufbringen kann. Je höher gestellt eine Familie ist, desto komplexer und wertvoller sind die ausgetauschten Gaben. Die Hochzeit zwischen Cousins ersten Grades (tetum tuananga), so zwischen der Tochter des Bruders und dem Sohn der Schwester, die außerhalb des Clans geheiratet hat, wird besonders gefördert. Ehen zwischen Clans ohne diese Beziehung oder gar mit anderen ethnischen Gruppen sind üblich, es bedarf dann aber längerer Verhandlungen.

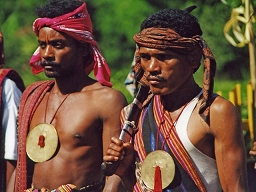
Zwei Männer mit Belaks in Same, Manufahi (2000)

Barlake repräsentiert das Wandern von Leben von einer Familie zur anderen. Es wird auch als die Beendigung der Beziehung der Frau zu ihrem angestammten Uma Lulik und den Beginn der Beziehung zum Uma Lulik ihres Mannes angesehen Allerdings gibt es auch Ethnien, in denen traditionell der Mann zur Familie seiner Frau zieht, so bei den matriarchalen Bunak. In der Gemeinde Manufahi muss die Familie des Bräutigams dem Uma Lulik der Braut einen goldenen Belak (runde Metallscheiben, die vor der Brust getragen werden) übergeben. Dieses Symbol der Weiblichkeit soll den Körper oder Geist der Braut ersetzen, der ihrem ursprünglichen Uma Lulik verloren geht. Als Nächstes wird der Brautmutter ein Geschenk überreicht, das bee manas ai tukun (deutsch heißes Wasser und Feuerholz) genannt wird, in Anspielung auf deren Notwendigkeit bei der Geburt. Damit werden ihre Schmerzen und Leiden bei der Geburt der Tochter vergolten. Ein weiteres Geschenk geht an den Bruder der Mutter als Anerkennung der mütterlichen Familie. Das Hauptgeschenk geht aber an die Familie des Brautvaters, was heutzutage oft als Brautpreis verunglimpft wird.

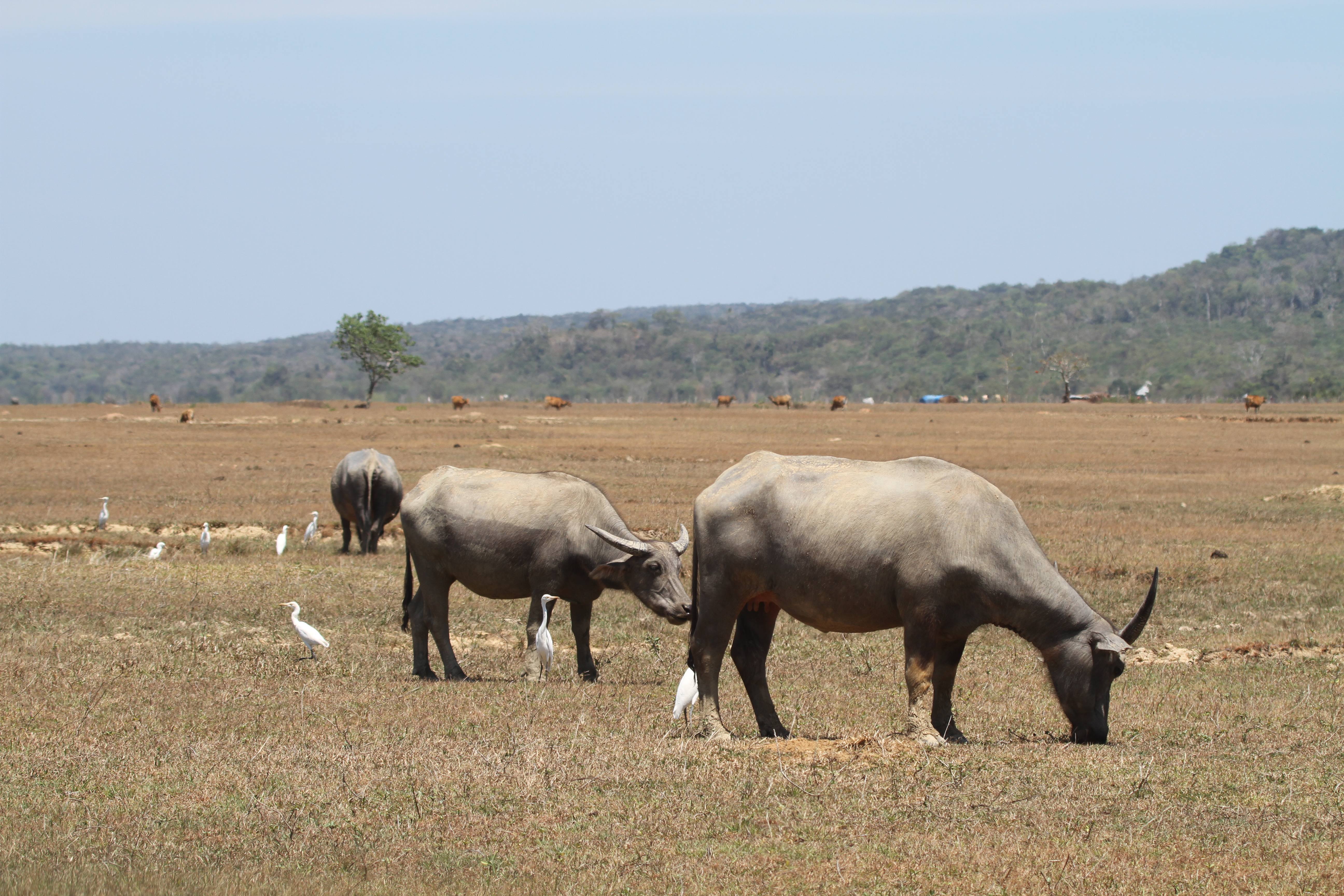
Wasserbüffel in Lautém

Von der Familie des Bräutigams kommen Waren, die mit der Schaffung von Wohlstand in Verbindung gebracht werden, wie zum Beispiel Wasserbüffel, die auf Reisfeldern den Pflug ziehen. Von der Brautseite kommen Gegenstände, die von Frauen produziert werden, wie die für Osttimor typischen Tais-Baumwollstoffe oder Schweine, die als weich und weibliche Objekte angesehen und in der Regel von den Frauen versorgt werden. Dazu kommen viele weitere Objekte, die auch von der jeweiligen Ethnie abhängig sind, so beispielsweise Schmuck, wie Mutissala-Ketten oder alter Schmuck und Münzen aus Gold oder Silber. Zum Barlake gehört auch die Verpflichtung der die Braut aufnehmenden Familie, sie und die gemeinsamen Kinder des Paares zu beschützen.
Die Waren, die im Barlake ausgetauscht werden, verbleiben in der Regel nicht bei einer Familie, sondern wandern, wie in einer Kette, von einer zur nächsten verwandten Familie, was zumindest theoretisch ein allgemein anerkanntes Niveau des Wertes der ausgetauschten Geschenke garantiert.
Beim Barlake gibt es bei den verschiedenen ethnolinguistischen Gruppen Timors jeweils gewisse Unterschiede, doch sind die genannten Punkte meist bei allen vorhanden. Eine Ausnahme bilden einige der matriarchalen Gemeinschaften, die kein Barlake betreiben, wobei es bei diesen noch immer das „heiße Wasser und Feuerholz“ für die Brautmutter gibt. Generell entscheidet die Zugehörigkeit der Braut zu einer matriarchalen oder patriarchalen Gruppe darüber, ob es zum Barlake kommt oder nicht. Kann die Familie eines Bräutigams kein adäquates Barlake aufbringen, zieht der Bräutigam zur Familie seiner Frau und bleibt mindestens so lange, bis er mit seiner Arbeit eine entsprechende Gegenleistung erbracht hat. Traditionell bedeutete das Feldarbeit oder Hilfe im Haushalt. Heutzutage kann die Arbeit darin bestehen, den jüngeren Geschwistern seiner Frau bei der Ausbildung zu helfen. Die Situation macht die Ehemänner verwundbar für Ausnutzung und sorgt für Frustration. Manche Männer, die aus armen Familien kommen, heiraten überhaupt nicht und bekommen daher auch keine Kinder, wodurch ihnen die Anerkennung als vollwertige Erwachsene fehlt.

## Entwicklungen im Laufe der Geschichte

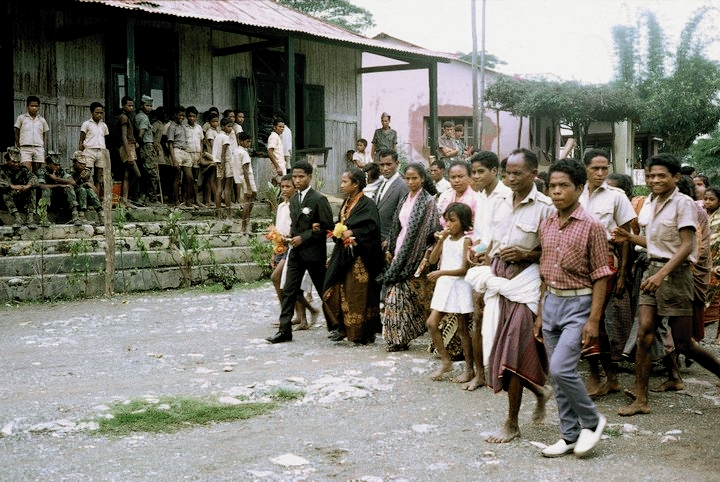
Hochzeit in Atsabe (1968)

Die portugiesische Kolonialzeit und die folgende indonesische Besatzung (1975–1999) schwächten die traditionelle Kultur in Osttimor, stärkten aber Familienbande und Glaubensvorstellungen. Von Problemen berichtet ein Artikel aus dem Jahr 1963. Um zu beeindrucken oder aus Großzügigkeit opferten manche Familien für Hochzeitsfeiern zu viele Büffel mit der Folge, dass man später im Jahr bemerkte, dass einem selbst die Tiere für die Zucht oder Arbeit fehlten. Die Kolonialverwaltung setzte dem ein Ende, indem sie die Zahl der Tiere beschränkte, die für Feierlichkeiten getötet werden durften. Eine Begrenzung der Höhe des Barlake wurde in Ermera auch nach der Unabhängigkeit eingeführt, um die finanziellen Belastungen für Familien niedrig zu halten. Die Vorgaben wurden Teil des Tara Bandu, Regeln, die nach traditionellen Methoden von der Gemeinschaft beschlossen werden.
Gegen Ende der portugiesischen Kolonialzeit kam es zu einem heftigen Disput, dem sogenannten „Barlake-Krieg“ (portugiesisch Guerra do barlaque), der von 1969 bis September 1970 und dann nochmals von Juli bis Dezember 1973 dauerte. Auslöser waren das Gedicht Mulher de Lipa, Feto Timor (1969) und die Novelle Mau Curo e Bere Mau ou o Grande Amor de Cai Buti (1973) des portugiesisch-timoresischen Autors Inácio de Moura, in denen er zu dem Schluss kam, Barlake würde die Braut zur Handelsware machen. Timoresische Intellektuelle widersprachen, dass Barlake ein weitaus komplexerer sozialer Prozess sei, den man nicht nur auf den Warenaustausch beschränken könne. Auf der einen Seite der Auseinandersetzung standen Moura und Jaime Neves, gebürtige Portugiesen, die sich mit der timoresischen Kultur beschäftigten. Sie waren als Militärangehörige nach Timor gekommen. Ihnen gegenüber standen Abílio Araújo, Francisco Xavier do Amaral und Nicolau dos Reis Lobato. Sie waren Timoresen aus führenden Familien aus unterschiedlichen Landesteilen, hatten eine westlich-katholische Ausbildung erhalten und daher den Status eines Assimilado. Diese Kategorisierung war zwar offiziell 1961 abgeschafft worden, gab den Männern aber das nötige Gewicht, um mit den portugiesischen Beamten auf gleicher Ebene zu diskutieren. Alle drei sollten später führende Positionen in der FRETILIN innehaben. Neben den Veröffentlichungen von Moura wurde Barlake in Folge auch von der Zeitung A Voz de Timor, dem kirchlichen Magazin Seara und dem Militärbulletin A Província de Timor als Thema aufgegriffen. Neves war Redakteur bei der A Voz de Timor und Sprecher bei Emissora de Radio e Difusão de Timor, dem lokalen Radio. Redakteur der A Província de Timor war Luís Filipe Thomáz, ein weiterer portugiesischer Militärangehörige, der sich in der Diskussion aber auf die Seite der Timoresen stellte.
Nach der Veröffentlichung von Mouras Gedicht, in dem er von der timoresischen Frau sprach, die ihre Liebe verkaufen müsste, schrieb Araújo in einem öffentlichen Brief in der A Província de Timor. Neves antwortete darauf mit mehreren Artikeln in der A Voz de Timor, in denen er Braut und Bräutigam praktisch zu Sklaven erklärte, woraufhin Araújo mit dem Artikel Onde está a verdade (deutsch Wo ist die Wahrheit?) in der A Província de Timor konterte. Lobato und Amaral schlossen sich der Debatte an. 1973 führte die Veröffentlichung von Mouras Kurznovelle zu einer hitzigen Auseinandersetzung zwischen Moura, Neves und Thomáz in der A Voz de Timor. Neves und Moura waren der Meinung, die timoresische Frau dürfe ihren Ehemann nicht selbst auswählen und das „barbarische“ System des Barlake zeuge von der angeblich unterwürfigen Position der Frau in der timoresischen Gesellschaft. Moura warb für seine Novelle mit dem Satz „eine timoresische Geschichte, in der der Autor den Akzent auf den schweren, aber rauschenden Sieg der Liebesheirat über den komplexen Hintergrund des Barlake setzt.“ Neves sah den Ausweg für die eigentlich gutherzigen Timoresen in der Aufgabe ihres Glaubens und ihrer Riten und der Annahme des Christentums. Barlake sei eine Tradition des Neandertalers gewesen und müsse eliminiert werden, um die Menschen zu einer christlichen und zivilisierten Kultur zu führen. Diesen Gedankengang tat Thomáz mit dem Hinweis, der Neandertaler sei kein Homo sapiens gewesen, als Anachronismus ab.
Die Timoresen widersprachen: Weder sei Barlake respektlos gegenüber der Braut noch sei ihr die freie Partnerwahl verboten. Es gebe keinen Widerspruch zwischen Barlake und einer Liebesheirat. Zudem würde der Austausch der Geschenke die Braut ehren und ihr Wert und höheren Status verleihen. Es werde damit ihre Bedeutung als Ursprung des Lebens und ihre Rolle in der Gemeinschaft hervorgehoben, die nicht wie in afrikanischen Gesellschaften untergeordnet sei. Das werde durch den Begriff „feto maromak“ (deutsch weiblicher Gott) deutlich. Thomáz wies darauf hin, dass es Einschränkungen für die Braut nur durch vereinbarte Ehen zur Erhaltung des Ranges der Familie gab. Araújo betonte die Bedeutung des Barlake in der timoresischen Gesellschaft als Verbindung zwischen den Familien. Er, Lobato und Amaral zeichneten ein komplexes Bild der auf anderen Prinzipien aufgebauten timoresischen Gesellschaft, das ihre Kontrahenten aus ihrer europäischen Sicht nicht verstehen konnten. Thomáz schrieb schließlich dem portugiesischen Ethnologen Manuel Viegas Guerreiro, um wissenschaftliche Unterstützung zu erhalten. In seinem Antwortschreiben zitierte Guerreiro verschiedene Anthropologen und kam zu dem Schluss, dass „das Brautgeld ein Instrument zur Festigung der Ehe ist. Es handelt sich nicht um eine Warentransaktion.“
Nach dieser Auseinandersetzung verwundert es, dass die erste Regierung Osttimors 1975 unter der FRETILIN Barlake verbot und die Partei es in ihrem Manifest ächtete. Die OPMT (Organização Popular de Mulheres Timorense), die Frauenorganisation der FRETILIN, war von Frauen wie Rosa Bonaparte gegründet worden, die in Portugal als Studentinnen den Maoismus kennengelernt hatten und nun in ihrer Heimat für die Gleichberechtigung der Frau und gegen Polygamie und Barlake kämpften. Araújo war in ihr zum Minister für Wirtschaft und Soziales ernannt worden und Amaral fungierte als Staatspräsident, wenn auch der Staat nur neun Tage überlebte, bis die Indonesier das Land besetzten. Erst in der Zeit des Widerstands gegen Indonesien änderte sich die Position der FRETILIN wieder, da man die Unterstützung der traditionellen Gesellschaft brauchte. Sie wurde zu einem Schlüsselelement des Widerstands. Gerade die Vertreibungen und Gewalt durch die Indonesier machten kulturelles Leben unmöglich.
Bei der jungen, urbanen Generation im unabhängigen Osttimor verlor Barlake seine Bedeutung. Geld ersetzt immer öfter traditionelle Geschenke wie Wasserbüffel. Wurden in den 1950er- und 1960er-Jahren bis zu 77 Büffel getauscht, ersetzt nun Geld die Tiere, allein schon deswegen, weil es nicht mehr so viele Büffel gibt. Auch kann man sich heute berufsbedingt nicht mehr einen Monat Zeit für Zeremonien und Feierlichkeiten nehmen. In Dili, wohin junge Leute auf der Suche nach Arbeit kommen, fehlen die Familienbindungen. Wenn Barlake vereinbart wird, berücksichtigt man diese Gegebenheiten und die Paare entscheiden sich nur für gegenseitige Geschenke von geringem Wert. Niemand will sich verschulden, doch Kultur und Eltern möchte man ehren. Neuere Studien geben aber an, dass nun Barlake auch die Eliten in den urbanen Zentren nutzen, um ihren sozialen Status zu stärken.

## Kritik

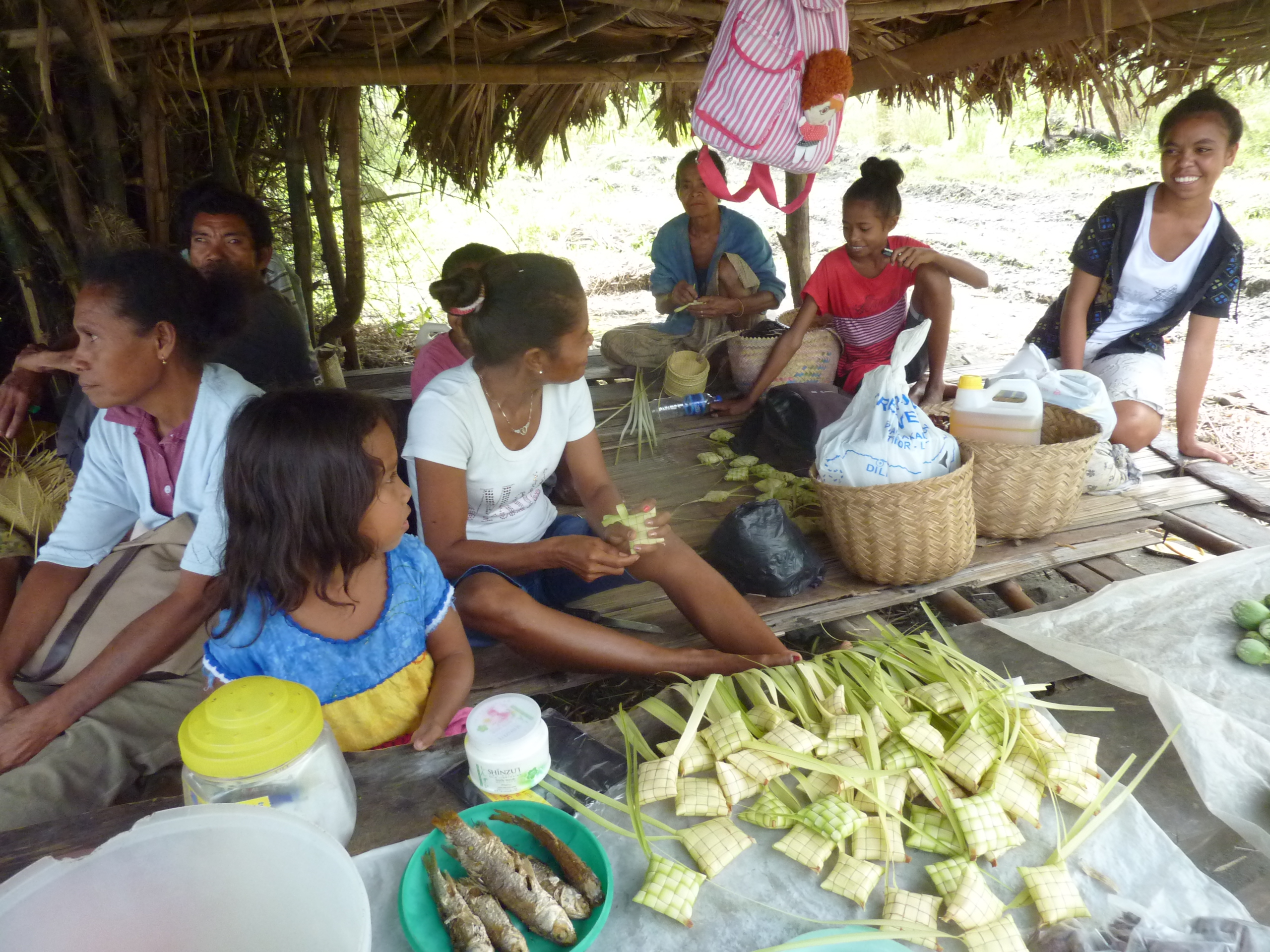
Frauen in Viqueque (2014)

2022 verbot Dominikus Saku, der Bischof von Atambua im indonesischen Westtimor, die Hel Keta-Zeremonie, bei der am Vortag der Hochzeit an einem Platz zwischen den Wohnorten des Brautpaars der Brautpreis übergeben wird. Der Bräutigam bringt dazu Hühner oder Schweine, die getötet werden. Die Zeremonie findet nur bei Hochzeiten statt, bei denen das Paar aus unterschiedlichen Clans oder Stämmen kommt. Bischof Saku wies die Pfarrer der Diözese an, die Ehe nicht zu segnen, wenn eine Hel Keta vorausgegangen ist. Er nannte die Zeremonie einen Aberglauben wider den katholischen Glauben, die die Familien auch wirtschaftlich belaste.
Seit den 1960er-Jahren und vor allem seit der Unabhängigkeit Osttimors 2002 gibt es Stimmen, die in Barlake die Ursache und einen Mechanismus zur Kontrolle und Ausbeutung der Frauen sehen. Heutzutage wird „Barlake“ oft auf einen Brautpreis reduziert, eine einseitige oder höhere Zahlung durch den Bräutigam. Daraus werden aus Sicht mancher Kritiker Rechte des Mannes an der Frau abgeleitet, sie zu maßregeln, zu kontrollieren und auch Gewalt anzuwenden. Häusliche Gewalt ist auf Timor ein weitverbreitetes Problem. Doch es fällt auf, dass sie bei den matrilinealen sehr verbreitet ist, die keinen Brautpreis als Teil des Barlake kennen. Barlake scheint also nicht der einzige und nur ein untergeordneter Grund für die Gewalt gegen Frauen zu sein. Dazu kommen das Verständnis von traditioneller und staatlicher Autorität, die allgemein höhere Akzeptanz von häuslicher Gewalt in der Gesellschaft, der Verlust traditioneller Regeln und auch Abwehrreaktionen von Männern gegen neue Freiheiten von Frauen. Möglicherweise schützt Barlake die Frauen, die bei den Familien der Ehemänner wohnen, da beim Scheitern der Ehe die Frau zu ihrer Familie zurückkehrt und die Familie des Mannes dann das Barlake zurückzahlen muss. Die verschiedenen Faktoren sind aber sehr ineinander verwoben und müssen weiter erforscht werden. Ein anderer Vorwurf lautet, die Ehefrau würde sich gegenüber ihrem Ehemann als Besitzer von ihr und ihrer Fruchtbarkeit gezwungen sehen, mehr Kinder zu bekommen, als sie eigentlich möchte.
Dieses negative Bild findet sich auch in wissenschaftlichen Untersuchungen, in denen „Barlake“ fehlerhaft ausschließlich als „Brautpreis“ oder „Mitgift“ übersetzt, nicht aber als Austausch gleichwertiger Werte erkannt wurde. Ein Beispiel ist eine Untersuchung des Bevölkerungsfonds der Vereinten Nationen (UNFPA) aus dem Jahr 2012. Hier wird der Begriff „Barlake“ nur für die Zahlung des Brautpreises verwendet, auch wenn die Lian Nain unter den Interviewpartnern auf die breitere Bedeutung hinweisen. Anderseits berichtete ein Teil der Frauen, die Gewalt erfahren hatten, tatsächlich, dass ihre Männer die Zahlung an die Brautfamilie als Kauf der Frau verstanden haben. Der Übergang von kulturell hoch angesehenen Waren zu Geld birgt also die Gefahr, dass der Sinn des Barlake im reinen Austausch von Geld verschwindet und Eltern für ihre Tochter „bezahlt“ werden, wie es von Kulturen im Nahen Osten und Afrika bekannt ist. Auch die Herstellung von Kulturgut wie Tais-Stoffe, gerät so in Gefahr.
Viele osttimoresische Frauen sehen in Barlake noch immer die gute Seite. Auch Lian Nain betonen, dass die ausgetauschten Werte vergleichbar sein und nicht die Möglichkeiten der Familien übersteigen sollten. Bei den Naueti heißt es sogar, dass der Versuch, sich am Barlake zu bereichern, den spirituellen Wert und damit auch den eigenen sozialen Status senke. Die Gefahr, dass sich Familien für Barlake und andere Zeremonien verschulden, besteht trotzdem, weswegen gerade junge Menschen in der Stadt Barlake nicht mehr ausführen. Auch bei vielen Timoresinnen herrscht aber die Ansicht vor, Barlake sei ein Eckpfeiler der ursprünglichen Kultur Osttimors und Teil eines komplexen Systems sozialer und ritueller Interaktionen. Diese Vorstellung reduziert sich bei manchen männlichen Politikern auf eine nationalistische Sichtweise, dass man die Kultur vor „internationalen Standards“ bei der Gleichstellung der Geschlechter und westlichen „feministischen“ Zielen schützen müsse. Allgemein unterstützen ältere, verheiratete Frauen Barlake und jüngere, unverheiratete lehnen es eher ab, gerade wenn sie sich in der Gesellschaft als weniger respektiert empfinden.
So dreht sich in der Bewertung von Barlake alles um die Kontroverse, ob es nun Kulturgut sei, das den Wert der Frau ehre und sie schütze, oder ob mit Barlake Frauen in die Ehe verkauft und so zu Opfern häuslicher Gewalt würden. Die Kontroversen zu Barlake sind letztlich Teil einer breiteren Debatte über die Rolle der Frauen in Osttimor. Frauenorganisationen bekämpfen die negativen Auswüchse von Barlake. Allgemein wird empfohlen, die Rolle der Frau innerhalb der Traditionen wieder zu stärken und die Werte zu betonen. Die Regeln müssten wieder befolgt werden, wenn es um die Gleichwertigkeit der Geschenke beim Barlake gehe. Zudem sollten die Geschenke auf kulturelle Güter beschränkt sein und nicht aus Geld oder Gebrauchsgegenständen bestehen. Der Bericht der UNFPA geht weiter und empfiehlt, traditionellen Führern Beispiele aus Regionen zu zeigen, in denen es kein Barlake gibt. Patrilineare Gemeinschaften sollten ermutigt werden, ihre Traditionen zu ändern und Barlake zu reduzieren oder ganz abzuschaffen. Es ist auffällig, dass die heutigen Diskussionen dem „Barlake-Krieg“ in ihren Argumenten ähneln.
Das unterschiedliche Verständnis des Austauschs von Wertgegenständen im Rahmen einer Hochzeit spiegelt sich auch in der allgemeinen Ethnosoziologie wider, wo man den Begriff des „Brautpreises“ gegen „Brautgabe“ ausgetauscht hat, weil im Brautpreis die Bedeutung „eine Frau kaufen und verkaufen“ mitschwingt.